# Saurabh Dubey
Saurabh Dubey (inaczej Saurabh Dube) – indyjski bollywoodzki aktor filmowy i telewizyjny.

## Filmografia
- Dhan Dhana Dhan Goal (2007) – Jaideb Bhasin, ojciec Sonny'ego
- Apaharan (2005) – Anil Shrivastava
- Szantaż (2005) – oficer policji Naik
- Dla ciebie wszystko (2003)
- Dum (2003) – Dayaram Shinde
- Border Hindustan Ka (2003)
- The Legend of Bhagat Singh (2002) – Jawaharlal Nehru
- Hamara Dil Aapke Paas Hai (2000) (jako Saurabh Dube) – ojciec Preety
- Sangharsh (1999)